# Dacia D33
Dacia D33 este un autoturism fabricat în număr de maxim 2 exemplare (macheta 1.1 și prototip funcțional)de către Uzinele Dacia din România. Aceasta în final a rămas doar la stadiul de prototip, asta după ce între anii 1997 și 1998 s-a lucrat la designul și partea ei tehnică, decizia asupra motoarelor ce aveau să fie folosite și echipamente. Aceasta urma să fie lansată în anul 1999 la Salonul Auto București, dar între timp uzinele Dacia au fost preluate de către Renault. Mașina, cu numele de cod D33, a fost concepută și proiectată de inginerii Dacia cu ajutorul IDeA la Torino. Mașina urma să aibă atât motoare Hyundai cât și motoare concepute în România.
Mașina urma să fie absolut modernă și la un preț rezonabil pentru un autoturism nou, potrivit directorului companiei, Constantin Stroe. Nu au fost furnizate alte detalii deoarece dezvoltarea modelului a fost abandonată odată cu preluarea fabricii de către Renault.

## Istoric
După anul 1990, odată cu liberalizarea pieței auto din România, Dacia 1310 începea să fie un model învechit tehnologic, deși acest lucru îl manifesta încă din anii 80, dar pe atunci nu avea concurenți decât automobilele produse în Europa de est. Orice restilizare sau încercare de modernizare nu mai putea ascunde faptul că este un model vechi. Vânzările, deși încă bune, erau în scădere datorită importurilor de automobile la mâna a doua, dar și a celor noi. Lansarea modelului Nova nu a fost una de succes mai ales că avea un design învechit și foarte multe carențe în ce privește calitatea. Prin urmare , Produsele fabricii Dacia nu erau competitive, exporturile fiind la nivel minim. Chiar și în Europa de est, după 1990, ba chiar dinainte de 1990 se fabricau deja modele noi și moderne, cum ar fi Moskvich 2141 (1986), VAZ Lada 110 (1995) sau VAZ Lada 2108 Samara (1984), în fosta Uniune Sovietică sau Skoda Favorit (1987), devenită ulterior Felicia (în anul 1994) în fosta republică Cehoslovacia, precum și Yugo Sana (1987) în Iugoslavia, toate aceste modele fiind superioare din multe puncte de vedere (calitativ, performanțe și design) modelelor Dacia. În țară, deja Daewoo prelua și retehnologiza fabrica de automobile Craiova, prin urmare, concurența Dacia era deja serioasă, ca de exemplu modelele Daewoo Cielo si Daewoo Espero,care erau superioare oricarui model Dacia . Pentru a rezista pe piață era nevoie de un model absolut nou, care să înlocuiască atât modelul Nova, cât și modelul derivat din Renault 12 / Dacia 1300, dar care să satisfacă nevoile pieței interne asemeni modelului predecesor.
În anul 1997, Dacia a plătit serviciile designerilor de la Idea Torino. Astfel a apărut o mașină cu un design avangardist. Prototipul se numea D33 și a fost proiectat de inginerii români de la Dacia Mioveni și CESAR S.A. (Centrul de Studii pentru Automobile Roman)  în colaborare cu designerii italieni care urma să fie o berlină de dimensiuni compacte, cu 4 uși, cu spațiu suficient pentru 5 pasageri. Noul model, avea ca destinație de vânzare atât România cât și piața vest europeană, pentru ca modelul să fie profitabil. Acesta a fost supus diferitelor teste si verificări în vederea posibilității de comercializare, între anii 1997 și 1998. . 
Acest nou automobil, avea multe inovații pentru industria românească, cum ar fi ABS, airbaguri, direcție asistată, închidere centralizată, motoare cu 4 supape pe cilindru, radiocasetofon stereo și multe alte echipamente de serie prezente pe alte automobile vestice de ultima generație. De asemenea erau dotate cu catalizator. După standardele de calitate ale acelor vremuri, automobilul era modern și sigur, iar performanțele erau asemănătoare automobilelor contemporane din vest, totuși așa cum s-a menționat, automobilul urma să fie și exportat în afara țării, deci trebuia să satisfacă anumite standarde și cerințe pentru a putea fi comercializat și primit pe piața vestică.

## Motorizări
Conform publicațiilor vremii dar și a știrilor din emisiunile auto ale acelor vremuri, Dacia D33 urma să aibă motoare moderne cu puteri cuprinse intre 80 și 100 C.P. . Motoarele ce aveau să fie instalate erau atât de proveniență Hyundai cât și de concepție și producție românească modernă, probabil concepute tot cu ajutorul unor producători renumiți. Noile motoare aveau chiar și două axe cu came, injecție, catalizator, respectând astfel normele de poluare, pentru a putea fi exportat, promițând și performanțe dinamice și economice bune. La acel moment se preciza că vor fi disponibile atât motoare cu benzină cât și Diesel, care la acele vremuri se bucurau de mare căutare în Europa.

## Caroseria
Modelul prezentat avea o caroserie tip Sedan, limuzină în trei volume, fiind și singurul tip produs. Dimensiunile încadrau modelul în clasa C, compactă. Urma să fie lansată și o versiune break, hatchback, și probabil și o versiune utilitară , conform presei auto din acea vreme.

## Viitorul modelului
Mașina urma să fie vândută la un preț de maxim 5000 de dolari (aprox. 4305 de euro) și trebuia să înlocuiască modelul Dacia Nova, dar și modelele bazate pe vechiul Renault 12 adică  Dacia 1300 și derivatele sale. Dar, după preluarea Dacia de către Renault, acest prototip a fost abandonat, probabil Renault nu a considerat rentabil să investească într-un model fără echivalent în gama sa. De asemenea, pentru introducerea noului model, era necesară o retehnologizare serioasă a fabricii. Au existat și zvonuri conform cărora, " Dacia a fost special vândută către Renault pentru a nu se fabrica vreodată modelul D33 ". Modelul era așteptat cu interes de către poporul român, însă preluarea de către Renault a fost realizată în anul 1999, exact anul în care trebuia lansată D33. În prezent nu mai există decât un singur exemplar care se află într-o magazie din cadrul uzinei Dacia. Se zvonește că au fost fabricate 2 exemplare, unul pentru teste în România și unul pentru testare în afară.